# 利文斯敦 (赞比亚)
利文斯敦（依苏格兰探险者戴维·利文斯通命名）旧称马兰巴市（依当地马兰巴河命名），是非洲南部國家贊比亞東南部的城市，在2011年之前也是南部省的首府。位於尚比西河的左岸，毗鄰津巴布韋邊境，距離維多利亞瀑布僅10公里，建城於1905年，海拔高度986米，受副熱帶濕潤氣候影響，每年平均降雨量692毫米，市內有酒店、商店和餐館，2010年人口約400,000人。

## 外部連結
- Zambia National Tourist Bureau page（页面存档备份，存于）
- Map of Livingstone, Zambia by Openstreetmap（页面存档备份，存于）